# منتخب فرنسا لكرة السلة على الكراسي المتحركة للسيدات
منتخب فرنسا لكرة السلة على الكراسي المتحركة للسيدات (بالفرنسية: Équipe de France féminine de basket-ball en fauteuil roulant)‏ هو ممثل فرنسا الرسمي في المنافسات الدولية في كرة السلة على الكراسي المتحركة للسيدات .